# Onciale 0127
- Papyrus
- Onciale
- Minuscules
- Lectionnaire

Le Codex 0127, portant le numéro de référence 0127 (Gregory-Aland), ε 54 (Soden), est un manuscrit du Nouveau Testament sur parchemin écrit en écriture grecque onciale.

## Description
Le codex se compose d'une folio. Il est écrit en deux colonnes, de 22 lignes par colonne. Les dimensions du manuscrit sont 26,5 x 21,2 cm. Les experts datent ce manuscrit du VIIIe siècle,. 
C'est un manuscrit contenant le texte incomplet de l'Évangile selon Jean (2,2-11). 
Le texte du codex représenté type mixte. Kurt Aland le classe en Catégorie III. 
Lieu de conservation
Il est actuellement conservé à la Bibliothèque nationale de France (Copt. 129,10 fol. 207), à Paris,.